# داجون
دَجون أو داجان أو دجن أو داجونا إله قديم انتشرت عبادته في آشور القديمة منذ النصف الثاني من الألف الثالث قبل الميلاد وعرف الإله الآشوري داجان في بلاد آشور حتى بوقت سابق لعهد شاروكين / سرجون ملك الإمبراطورية الآشورية « 2350 - 2284 ق.م»

## التسمية والانتشار
أطلق عليه في منطقة الفرات الأوسط في سورية لقب «ملك البلاد» ولعب دورًا كبيرًا في مملكة ماري السورية في عهد السلالة الأمورية التي حكمتها في بدايات الألف الثاني قبل الميلاد وكانت مدينة توتول، حاليًا تل البيعة مركز عبادته الرئيسي هناك، وقد عرف أيضًا في مملكة إبلا وانتشرت عبادته بين الكنعانيين في الألف الثاني قبل الميلاد. وكان له معبدًا في أوغاريت بالقرب من معبد الإله بعل وكان يكتب باللغة الأوغاريتية بالحروف الساكنة «د. ج. ن» ويعني هذا الجذر في اللغة العربية «غائم وممطر». تعني كلمة «داجان» في اللغات الأوغاريتية والعبرية «حبوب» أما في اللغة العربية فنقول: الدجن: إلباس الغيم الأرض وأقطار السماء والمطر الكثير. وأدجنوا: دخلوا فيه والمطر والحمى داما والسماء دام مطرها.

## الخصوبة الزراعية
يمكن الاستنتاج من ذلك أن «داجان» أو دجن أحد الألهة السورية التي دلت على الخصب والعطاء وربما كان إله الخصب وإلهًا ذو طبيعة زراعية وربما كان قبل الإله «بعل» حيث يرد ذكره أحيانا في بعض النصوص السورية في أوغاريت كأب «لبعل». وقد عرف لدى الكنعانيين - في جنوب سورية وفلسطين في الألف الأول قبل الميلاد باسم «دجون» كما هو تذكر نصوص التناخ. وكانت له معابد عديدة مثل معبد أشدود. ومن الملفت للنظر والمحير معًا أنه ليس «لدجن» أي أثر في الأساطير الأوغاريتية أو خارج أوغاريت رغم وجود معبد له في أوغاريت. واللافت لنظر أن عادة ما زالت متداولة في كثير من قرى الساحل السوري، بأن يقال للشخص «من الصبح ما أكلت الدجن» أي ما أكل الخبز أو الطعام.
ويلفظ اسمه بالأوغاريتية (دجن) وبالأكادية داجان أو داجونا وبالعبرية (داجون דגון).

## عبادة داجون

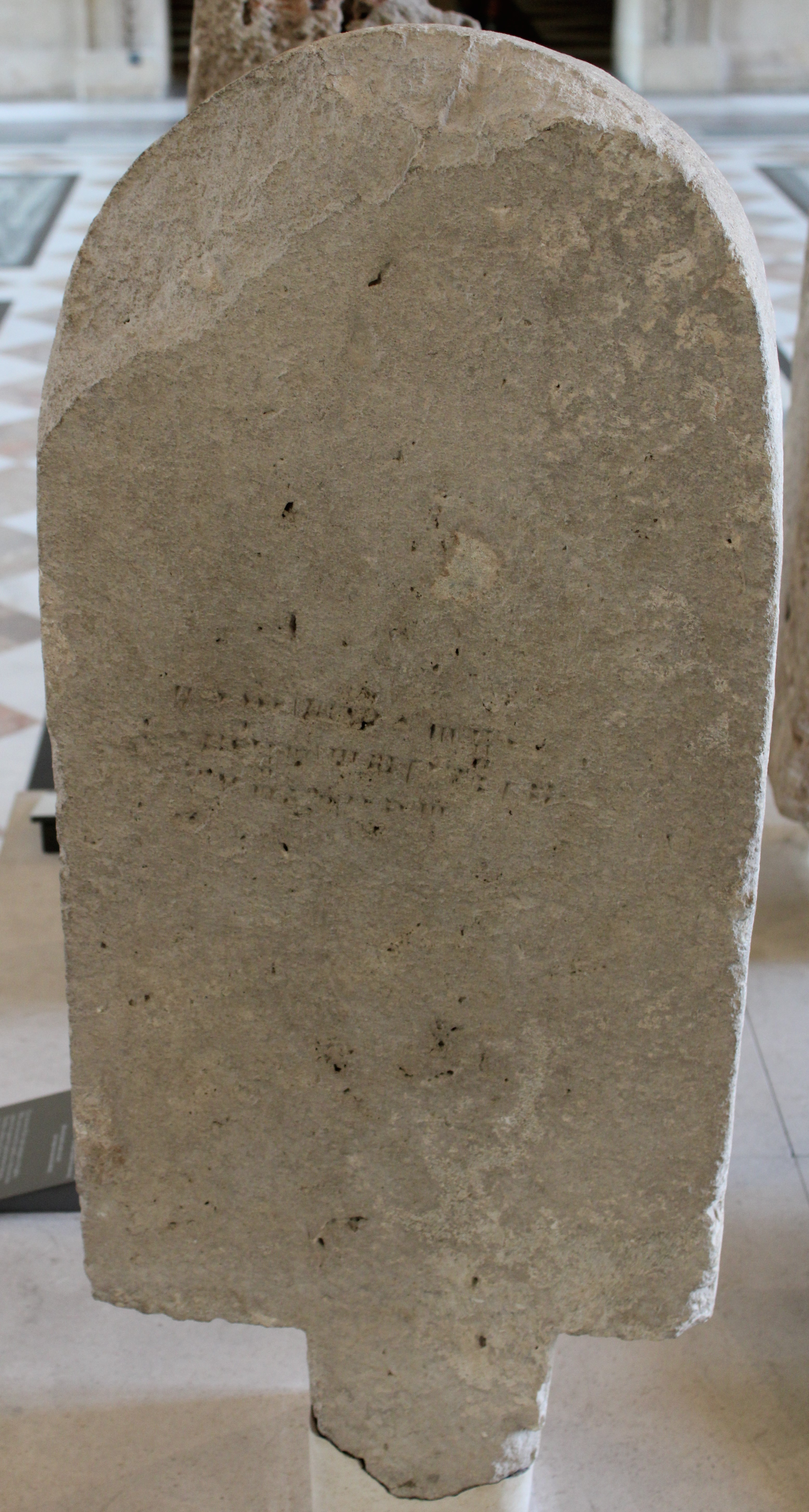
لوح حجري أوغاريتي يعود إلى حوالي القرن الثالث عشر قبل الميلاد ويوضح طقوس التضحية للإله داجون

كانت عبادة دجن منتشرة في بين الكنعانيين - الفينيقيين وقد اكتشفت ألواح قديمة تدل على أنه كان يعبد بينهم باسم «بعل»، إله الحنطة. واكتشفت معابد أثرية كرست لهذا الإله في كل من أوغاريت (رأس شمرة)، ويعتقد بعض الباحثين أن تمثال الإنسان السمكة هو الصورة المفترضة لشكل دجن عند الشعوب القديمة.
لا تزال أساطير الإله دجن حاضرة بشكل أو بآخر في التراث الشعبي بمناطق سوريا الطبيعية، ومن أدلة ذلك الكثير من الأزياء والمعطيات التراثية في مناطق سوريا، أو القول ببعض اللهجات العامية - البدوية الشامية «ما ذقنا الدجن» بمعنى لم نذق الطعام. وهناك عدد من أسماء لقرى ومناطق تعو تسميتها لالهة السورية دجن.
مثال (بيت دجن)اسم قرية نواحي نابلس في فلسطين وكذلك (بيت دجن) قضاء يافا في فلسطين أيضا.

## الإله داجون في التناخ

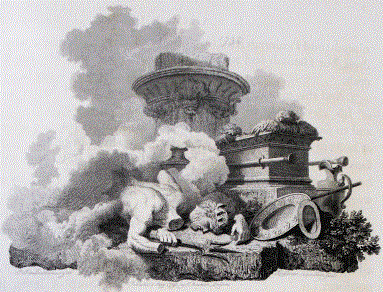
لوحة لفيليب جيمس دي لوثربورغ تعود إلى عام 1793 وتصور تدمير الإله داجون

مر اسم داجون ومعبده في ثلاث مواقع في العهد القديم:
1. في (قضاة 16: 23 – 30) تذكر قصة موت شمشون الجبار في معبد داجون حيث كان شمشون قد وقع في الأسر بيد الفلسطينيين بعد أن احتالت عليه دليلة. وفي إحدى المناسبات اقتادوا شمشون إلى هيكل داجون ليسخروا منه فقبض شمشون بذراعيه على عمودين من أعمدة المعبد ودفعهما مسببا انهياره على جميع من كان هناك.
2. في: 1 صموئيل 5: 1–7، كان الفلسطينيين قد تمكنوا من هزيمة بني إسرائيل واستولوا على تابوت العهد الذي يحتوي على حجري الوصايا العشر، وعلى عادة الشعوب القديمة قام الفلسطينيين بوضع التابوت عند أقدام صنم داجون لإذلال إله اليهود، ولكن في صباح اليوم التالي تفاجأ الناس برؤية صنم إلههم ساقطا على وجهه أمام تابوت الرب.
3. في: 1 أخبار الأيام 10: 10، انتصر الفلسطينيين على العبرانيين في موقعة جلبوع وأخذوا رأس شاول ملك اليهود بعد موته وعلقوه في معبد الإله داجون الكائن في بيت شان، وقد عثر علماء الآثار على موقع هذا المعبد.